# Модная мамочка
«Модная мамочка» (англ. Raising Helen) — мелодраматическая комедия режиссёра Гарри Маршалла. Комедия о любви и страсти. Имеет хорошие оценки на сайтах.

## Сюжет
Хелен молодая сотрудница престижной модельной компании, ведущая довольно праздный образ жизни на Манхэттене, вынуждена исполнить заблаговременно составленное завещание старшей сестры Линдси, которая погибла в автокатастрофе, и взять на себя воспитание трёх сирот-племянников.
Привыкшая к престижным тусовкам и громким показам мод, глянцевым журналам и богатому кругу общения, приходится нелегко, когда на неё возлагают ответственность за судьбу этих детей. Приходится переселиться в захудалый Куинс, набрать лишний килограмм и даже потерять свою «модную работу». Однако Хелен отлично справляется с задачей, стараясь в любой мелочи принести племянникам радость, будь то день рождения игрушечного Гиппо или замена умершей черепахи на новую живую. Естественно, не всё идёт гладко. Одри крутит романы с сомнительным парнем, маленькая Сара всё время плачет, а Генри почти не улыбается и отказывается играть в баскетбол. Но тогда на помощь этой матери бегут соседи, старшая сестра Дженни, и, конечно, пастор Дэн — директор местной школы.

## В ролях
| Актёр             | Роль           |
| ----------------- | -------------- |
| Кейт Хадсон       | Хелен Хэррис   |
| Джон Корбетт      | Пастор Дэн     |
| Джоан Кьюсак      | Дженни Портман |
| Фелисити Хаффман  | Линдсей Дэвис  |
| Хайден Панеттьери | Одри Дэвис     |
| Спенсер Бреслин   | Генри Дэвис    |
| Эбигейл Бреслин   | Сара Дэвис     |
| Хелен Миррен      | Доминик        |
| Сакина Джаффри    | Нилма          |
| Кевин Килнер      | Эд Портман     |

## Саундтреки к фильму
- Devo — Whip It
- Liz Phair — Extraordinary
- Sister Sunshine — Five For Fighting
- Fefe Dobson — If You Walk Away
- Kristyn Osborn (of shedaisy) — Whose Life Am I In
- John Hiatt — Feels Like Rain
- Josh Kelley — Amazing
- Mark McGrath — A Love Like This
- Simon And Garfunlek — At The Zoo
- Дана Гловер — Thinking Over
- Joan Osborne — Stand Back
- Haylie Duff — Sweetest Pain
- David Bowie — Fashion
- Zero 7 — Destiny
- Ingram Hill — Never Be the Same